# Gastrosarus
Gastrosarus is een kevergeslacht uit de familie van de boktorren (Cerambycidae). De wetenschappelijke naam van het geslacht werd voor het eerst geldig gepubliceerd in 1874 door Bates.

## Soorten
Gastrosarus omvat de volgende soorten:
- Gastrosarus lautus Broun, 1893
- Gastrosarus nigricollis Bates, 1874
- Gastrosarus picticornis Broun, 1893
- Gastrosarus urbanus Broun, 1893